# Берзиньш, Гайдис
Га́йдис Бе́рзиньш (латыш. Gaidis Bērziņš, род. 20 октября 1970 года) — латвийский юрист и политик, трижды занимавший пост министра юстиции Латвии (2006—2009, 2011—2012, 2014); депутат 10-го, 11-го и 12-го Сейма Латвии от партии «Национальное объединение».

## Биография

### Политическая карьера
Окончил Рижскую школу № 25 в 1989 году и Латвийский университет, магистр права, планирует защитить докторскую диссертацию. Работал адвокатом, занимался вопросами неплатёжеспособности, читал лекции на кафедре криминологии юридического факультета Латвийского университета. 7 ноября 2006 года Берзиньш вошёл в правительство Айгара Калвитиса и стал министром юстиции. 5 декабря 2007 года правительство ушло в отставку, 20 декабря Сейм утвердил Иварса Годманиса, и Берзиньш продолжил свою работу. В 2010 году избран в Сейм Латвии 10-го созыва от Национального объединения «Всё для Латвии» — «Отечеству и свободе/ДННЛ». Перед выборами в Сейм Латвии 11-го созыва Берзиньш, будучи кандидатом в премьер-министры страны, предложил кандидатуру Роберта Зиле на пост вице-председателя Национального объединения. Он снова был избран в Сейм и 25 октября был назначен министром юстиции во второй раз в третьем правительстве Валдиса Домбровскиса.
21 июня 2012 года Берзиньш подал в отставку, сославшись на невозможность продолжения конструктивной работы с премьер-министром Валдисом Домбровскисом из-за возникших разногласий, но сохранил место в Сейме. В августе 2014 года Берзиньш стал министром юстиции в правительстве Лаймдоты Страуюмы после ухода в отставку Байбы Броки. В том же году снова избран в Сейм Латвии от Национального объединения. 26 июня 2018 года Гайдис Берзиньш и Эйнар Цилинскис объявили, что не будут избираться в Сейм Латвии 13-го созыва, чтобы уступить дорогу более молодым политикам.

### Взгляды и высказывания
Берзиньш известен как один из наиболее влиятельных сторонников сохранения латышского языка как единственного государственного в стране и выступает за полную интеграцию всех национальностей в латышскую нацию на основе её языка, культуры и истории. Резонансным стало высказывание Берзиньша 2011 года о невозможности сотрудничества в коалиции с Центром согласия, когда он заявил, что будет выбирать партнёров для работы через «призму латышскости, справедливости, благосостояния и безопасности». Он неоднократно заявлял, что намерен добиваться перевода всего образования в Латвии только на государственный язык (латышский язык) и полной интеграции всех национальностей в латышскую нацию на основе её языка, культуры и истории. По его словам, русская община Латвии также должна подчиняться подобному закону, поскольку оказывает слишком сильное влияние на другие национальные меньшинства страны, против которого Берзиньш и выступал. Подобная позиция вызвала многочисленную критику в СМИ с учётом того, что Берзиньш, проходя шуточный тест газеты Diena по географии, истории и культуре Латвии, сделал серию нелепых ошибок.
16 мая 2012 года Гайдис Берзиньш в интервью латышскому телевидению обвинил депутата Европарламента Александра Мирского в том, что тот 4 апреля 2011 года, осуждая закрытие русских школ в Латвии, назвал Берзиньша как инициатора подобного предложения «фашистом». Сам Мирский опроверг подобные слова, заявив, что никого не оскорблял и что в Европарламенте он произнёс дословно следующие слова: «Только националисты и нацисты могли додуматься до закрытия русских школ в Латвии; ни в Германии, ни во Франции, ни в Бельгии невозможно даже подумать о закрытии школ нацменьшинств». Меньше чем через месяц Берзиньш вступил в конфликт с Валдисом Домбровскисом по поводу возврата еврейской общине собственности, утраченной во время Холокоста. 1 июня Домбровскис поручил Берзиньшу сформировать в течение двух недель сформировать рабочую группу, которая должна была подготовить перечень недвижимости, принадлежавшей в Латвии еврейским организациям в межвоенные годы, однако Берзиньш отказался это делать и ушёл в отставку. Позже, будучи депутатом Сейма, он выступал за введение на радиостанциях минимальной доли (20 %) звучащей на латышском языке музыки, против массового привлечения в Латвию гастарбайтеров с целью недопущения снижения заработной платы, а также за ужесточение наказаний в отношении лиц, совершивших сексуальное насилие против несовершеннолетних.
В 2018 году Берзиньш проходил свидетелем обвинения по делу правозащитника Александра Гапоненко, деятеля «Конгресса неграждан Латвии», которому инкриминировали «помощь иностранному государству в деятельности, направленной против Латвии».

### Финансы
В 2017 году, согласно заявлению портала Delfi, фактический доход Берзиньша составлял 75 982 евро в месяц при том, что он в декларации сокрыл многие источники доходов, что приводило по итогам подсчётов к ежемесячным чистым потерям в 1286 евро. Владел участками земли в Стабулниекской и Колкской волостях, домом в Адажском крае (совместное владение) и автомобилем Mitsubishi Pajero 2014 года выпуска с прицепом Tiki Treiler C300L 2000 года выпуска. Берзиньш вёл тесное сотрудничество с Илмарсом Крумсом, бизнесменом, обвинённым в ликвидации латвийского банка Trasta Komercbanka.